# Paracinipe marmarica
Paracinipe marmarica is een rechtvleugelig insect uit de familie Pamphagidae. De wetenschappelijke naam van deze soort is voor het eerst geldig gepubliceerd in 1925 door Salfi.